# Cleo Patra Brown
Cleo Patra Brown (* 8. Dezember 1909 in Meridian, Mississippi; † 15. April 1995 in Denver, Colorado) war eine US-amerikanische Jazzpianistin und Sängerin.
Brown hat den Boogie-Woogie-Pianostil von ihrem Bruder Everett gelernt, der mit Pinetop Smith arbeitete. Ihre Familie zog 1919 nach Chicago, wo sie zunächst im Alter von 14 im Vaudevillebereich arbeitete. Durch eine Krankheit musste sie ihre Karriere in den frühen 1940ern unterbrechen. Anfang der 1950er-Jahre trat sie regelmäßig im Three Deuces Club in Chicago auf. Brown arbeitete auch in New York City, wo sie auf WABC eine eigene Radioshow hatte, in Hollywood, in Las Vegas und in San Francisco. Sie nahm unter anderem mit den Decca All-Stars und in ihrer Zeit an der Westküste für Capitol Records auf. Ab 1953 unterbrach sie ihre Karriere erneut, um als Krankenschwester zu arbeiten. Im Alter arbeitete sie als Kirchenmusikerin in der Seventh Day Adventist Church in Denver. 1987 trat sie in Marian McPartlands Radio-Reihe Piano Jazz auf.
Sie war die erste Jazzinstrumentalistin, die mit der NEA Jazz Masters Fellowship ausgezeichnet wurde. Ihr Spiel hat den jungen Dave Brubeck beeinflusst. Noch heute nehmen Musiker ihre Musik in aktuelle Werke auf, wie zum Beispiel in „Spring Swing“ von Monkey Safari.

## Diskographische Hinweise
- Cleo Brown 1935-1951 (Classics) mit Nappy Lamare, Artie Bernstein, Gene Krupa, Vic Berton, Zutty Singleton, Victor Young Orchestra
- Diskographie Cleo Brown